# Шилово (Воронежская область)
Ши́лово — упразднённый рабочий посёлок в составе городского округа Воронеж Воронежской области. В 2011 году включен в состав города Воронеж и исключен из учётных данных. Ныне микрорайон Советского района города.

## География
Расположен в правобережной части города на левом берегу Дона, при впадении в него реки Воронеж.

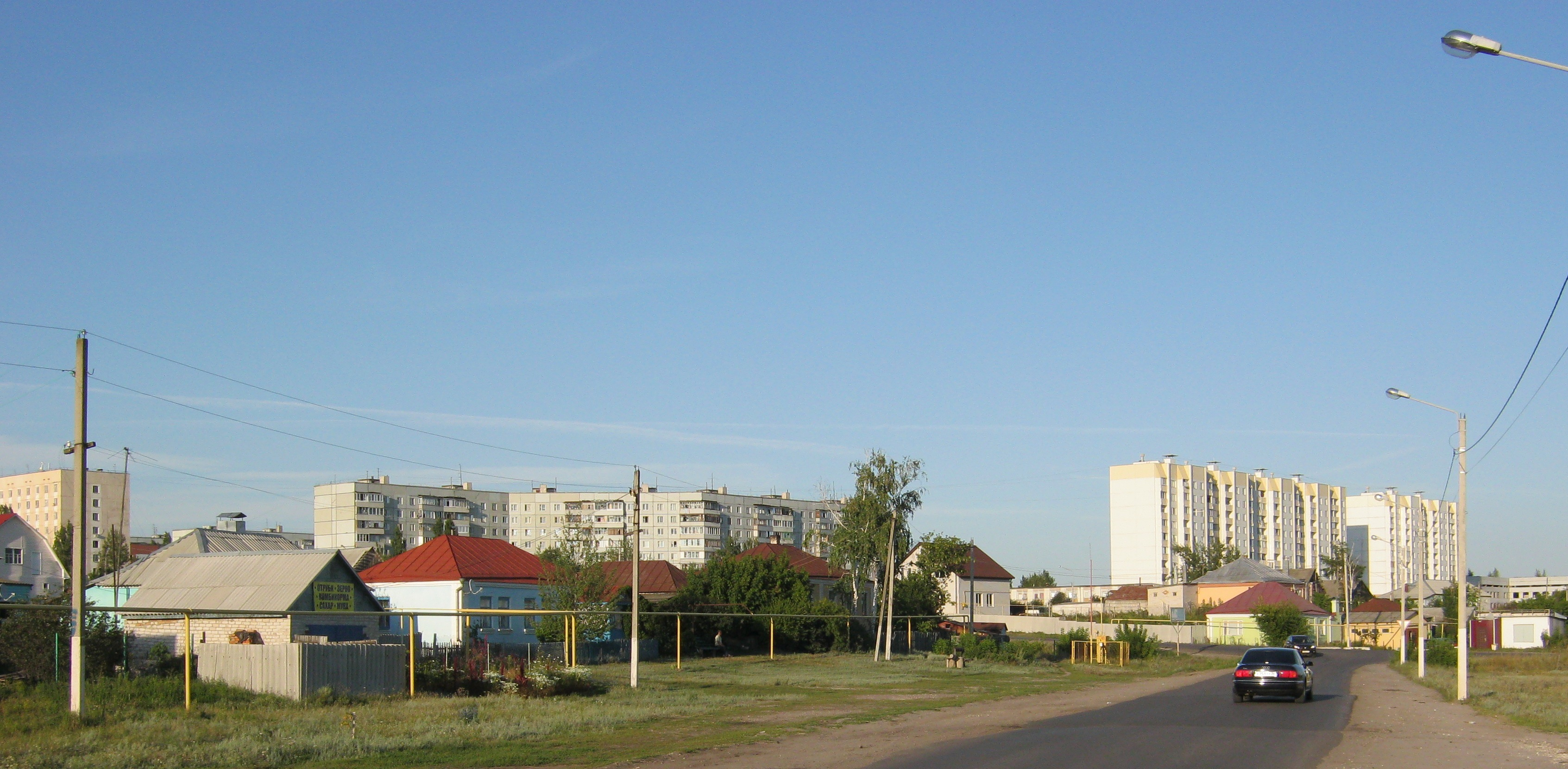
Вид на Шилово из Малышева

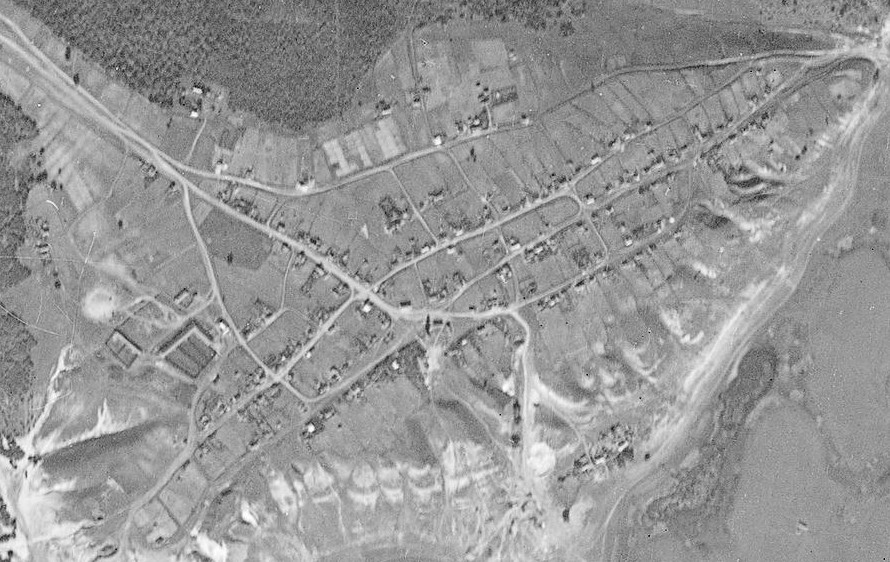
Село Шилово в 1964 году

В микрорайоне располагалась Воронежская атомная станция теплоснабжения, демонтированная в 2020—2022 годах.

## История
В непосредственной близости от современного микрорайона на правом берегу реки Воронеж, южнее города находилось одноимённое село. Оно возникло вскоре после основания Воронежа и упоминается как «деревня Шилова» в документах первой половины XVII века, в том числе в Дозорной книге 1615 года. В 1772 году в Шилово была возведена деревянная церковь во имя святого апостола Иоанна Богослова. В 1845 году была построена кирпичная церковь, которая была освящена в честь Митрофана Воронежского.

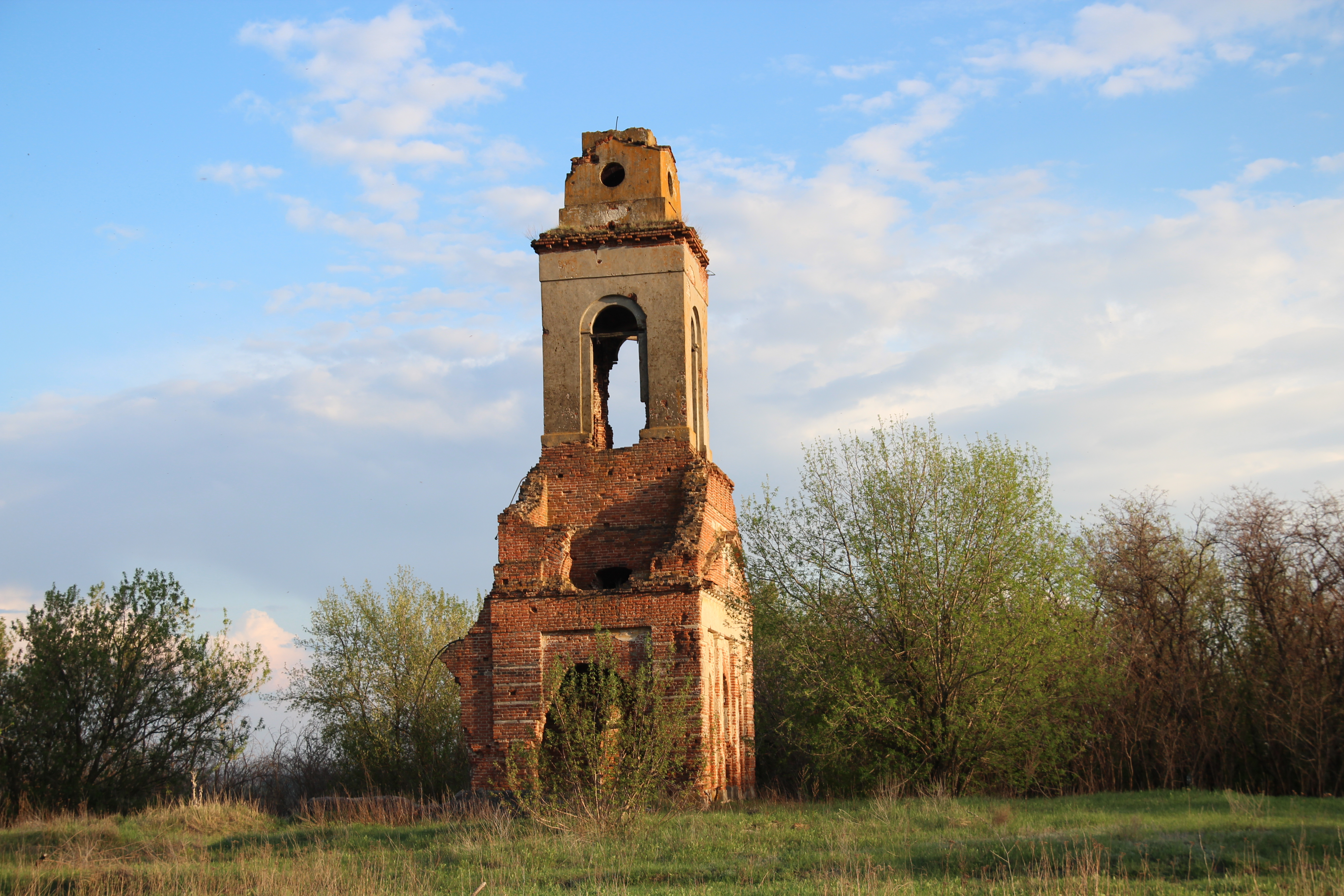
Колокольня Митрофановской церкви на Шиловском плацдарме

Сейчас на месте села находится мемориальный комплекс Шиловский плацдарм, включающий в себя колокольню Митрофановской церкви, братскую могилу № 113 и памятник советским бойцам, а немного в стороне от плацдарма находится братская могила № 590.

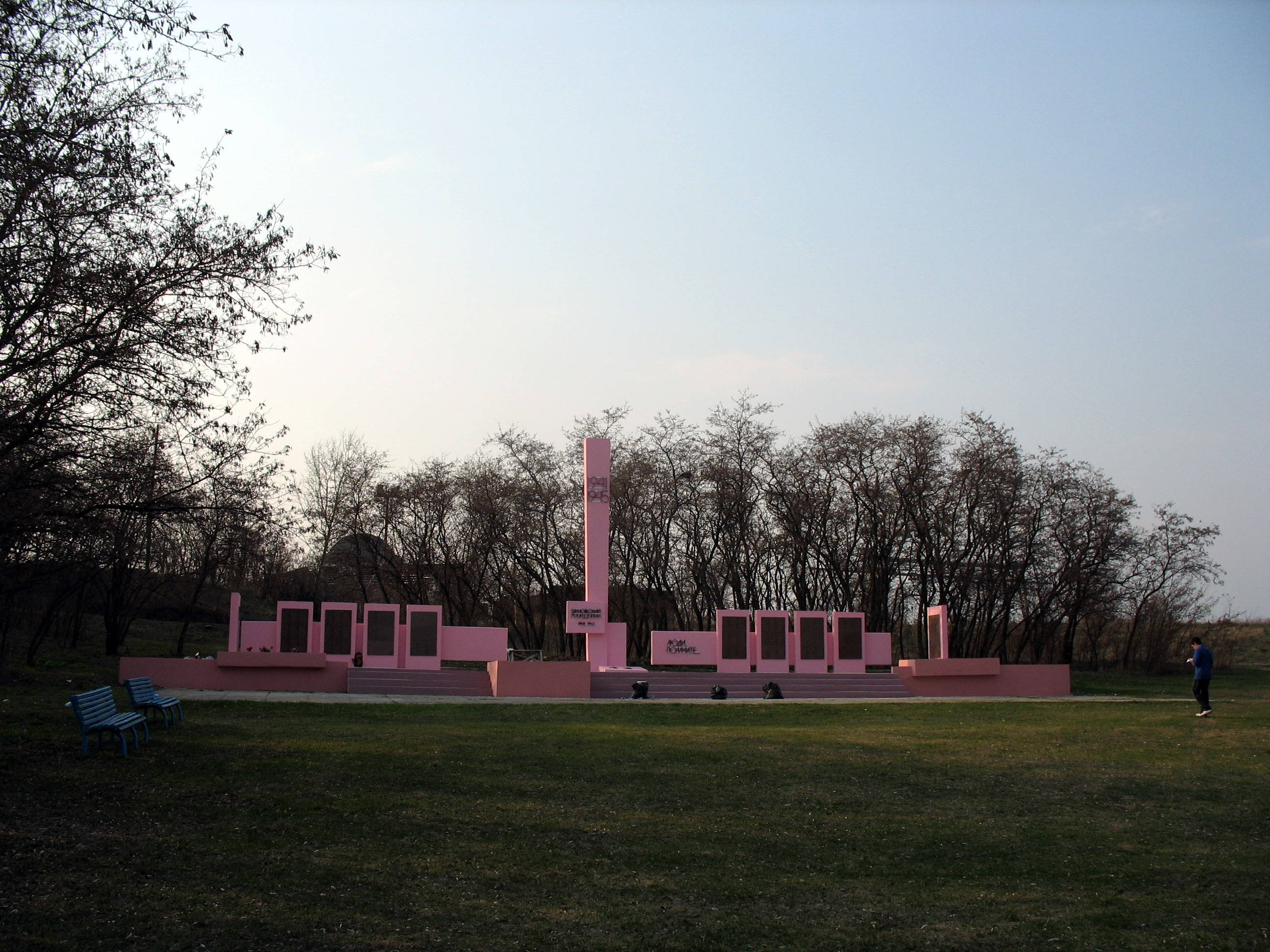
Братская могила № 113

Монумент на Шиловском плацдарме

В 1983 году на берегу Воронежского водохранилища, на месте села Шилово было начато строительство Воронежской атомной станции теплоснабжения. Для строителей и работников стации началось строительство нового посёлка. В связи со строительством ВАСТ, все жители села Шилово были выселены, а само село решением Воронежского облисполкома 15 июля 1976 года официально упразднено. Название «Шилово» получил новый посёлок, возникший в связи со строительством атомной станции теплоснабжения. Он являлся посёлком городского типа и находился в административном подчинении Советского райсовета города Воронежа. В мае 1990 года жители Воронежа на референдуме в подавляющем большинстве высказались против возведения атомной станции, в результате строящийся технический объект был законсервирован и частично перепрофилирован под другие нужды, а в 2019 году начался его снос.

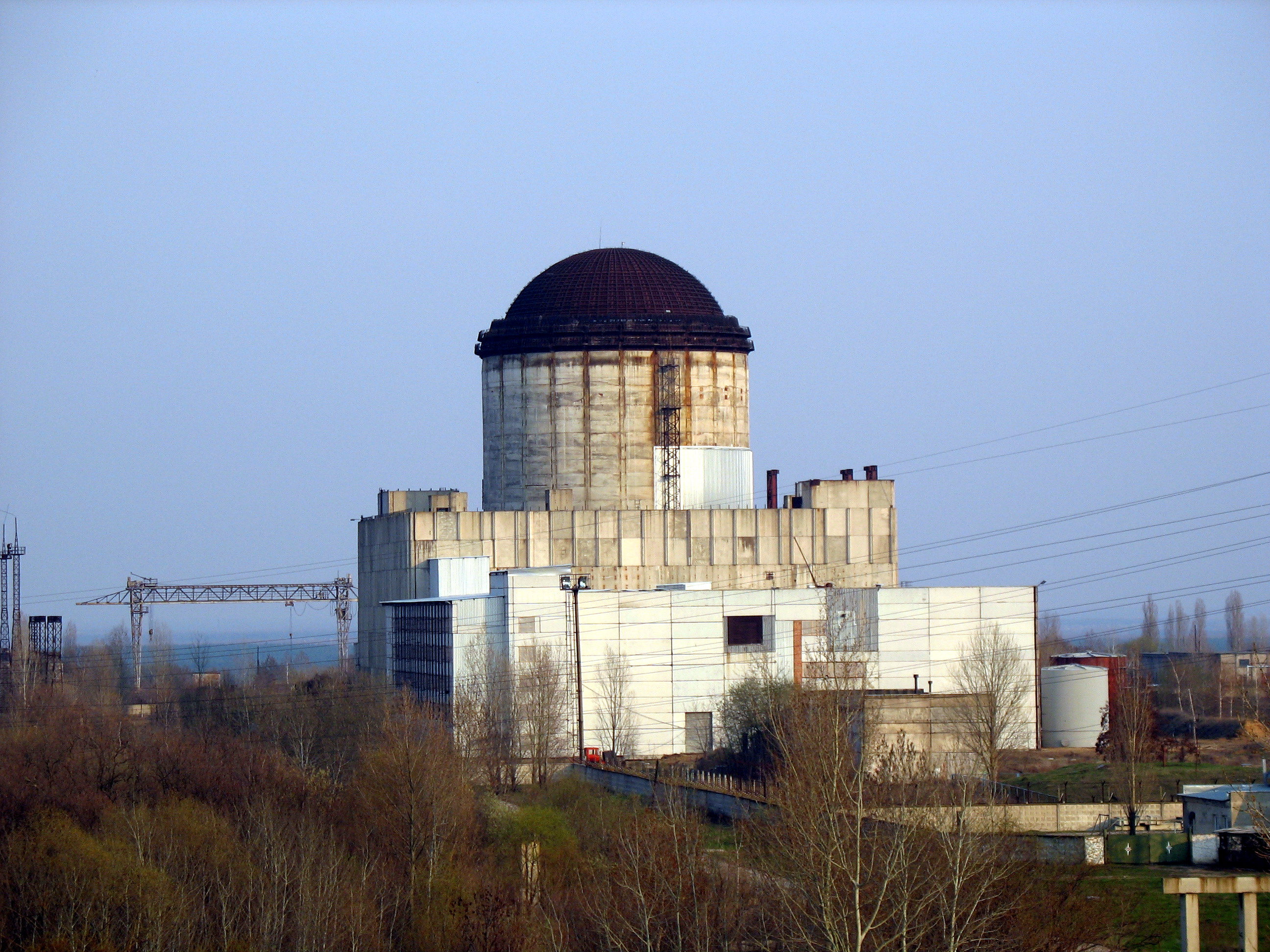
ВАСТ до демонтажа

### Беспорядки в Шилове
Конфликт местных жителей с милиционерами произошёл в посёлке 18—20 февраля 2010 года. Вначале толпа из 30 местных жителей избила 5 оперативников, которые прибыли для задержания подозреваемого. В ответ милиционеры устроили 19-20 февраля «зачистку» поселка, задерживая и избивая местных жителей. Вечером 20 февраля 50 жителей поселка собрались на стихийный митинг у дома № 24 по улице Курчатова (где и произошла первоначальная стычка), взяли в заложники четверых милиционеров (заблокировали в милицейском УАЗе) и потребовали прекратить беспредел.

## Население
| 1989 | 2002  | 2009  | 2010  |
| ---- | ----- | ----- | ----- |
| 4602 | ↗6822 | ↗7266 | ↗7777 |

## Религия
В феврале 2008 года в микрорайоне начато строительство Храма во имя святителя Тихона Задонского. 
На закрытой территории, принадлежащей Воронежскому институту повышения квалификации сотрудников ГПС МЧС России располагается небольшой храм имени святых Бориса и Глеба

## Известные жители и уроженцы
- Иванова, Мария Павловна (род. 1931) — Герой Социалистического Труда.